# 大竹まこと
大竹 まこと（おおたけ まこと、1949年〈昭和24年〉5月22日 - ）は、日本のお笑いタレント、俳優、ラジオ パーソナリティ。斉木しげる、きたろうの3人で構成するシティボーイズの一員。本名は大竹 真（読み同じ）。1980年代半ば頃の一時期はソロ活動のみ「常滑川まこと」名義を使用していた。ASH&Dコーポレーション所属。
東京都目黒区出身。東京大学教育学部附属中学校・高等学校卒業。青山学院大学中退。大竹オサムは双子の弟。

## 来歴
高校生の頃はTBSラジオの番組『パックインミュージック』のパーソナリティを務めた野沢那智と白石冬美に憧れ、DJになりたかった。
1971年秋、通所していた劇団「俳優小劇場」の養成所で、入所間もなく幹部間で内紛があり、直談判して費用を返金してもらう。その仲間が集まり、返金された金を元に劇団「表現劇場」を結成する。この時の仲間に、のちにシティボーイズを結成するきたろう、斉木しげるの2人と俳優の風間杜夫が在籍した。1979年、きたろうと斉木、大竹の3人からなる芝居ユニット「シティボーイズ」を結成する。劇団時代はアルバイトなどをせず、女性に経済的な援助を受けるヒモ生活を送る。
新進気鋭の役者としてテレビの露出が増えていく風間の芝居を鼻で笑って腐していたが、ある日、手持ちの金が無く同居の女性に金銭を要求したところ、財布から500円を手渡され、全く収入の無い現状を認識して狼狽。とある公開イベントでプログラムを勝手に書き換え、何回かある幕間にシティボーイズのコントを差し込み、これが業界関係者の目に留まって芝居批評の記事になる。タレント業では芸能事務所「人力舎」と契約し、放送媒体においては、シニカルなキャラクターから一転して、憤激して暴力と罵詈雑言で暴れるというタレントとして認知され、テレビ局から出入り禁止とされるほどの破壊的なキャラクターであった。単独で活動する際には常滑川 まことを名乗ることも多かった。
1980年代初頭、上岡龍太郎が「東京にオモロイ（面白い）奴が居る」との噂を聞きつけ、大竹を関西の番組に呼ぶものの、大竹は萎縮してしまって何もできないまま東京に戻る。これで二度と関西から声はかからないだろうと恥じ入っていたが、上岡が大竹に再オファー、「何しても、ええ（良い）んやで。好きなようにやり（なさい）」とアドバイスを受けて腹をくくった大竹は罵詈雑言、乱暴狼藉を働く。結果、上岡もひっくり返って笑う程の爆笑を取り、近畿地区に足がかりを築く。上岡に対しては「師と仰ぐ事すら失礼にあたる」と尊敬の念をあらわにしている

## 人物
- 眼鏡とヒゲが特徴的。2000年以降はヒゲと髪の毛どちらも白髪染めを一部やめ、黒髪白髪短髪を貫いている。
- 趣味は料理とゴルフ[11]。
- 若手お笑い芸人について理解が深く、朝日放送『M-1グランプリ』『ABCお笑い新人グランプリ』、関西テレビ『R-1ぐらんぷり』などの賞レースで審査員を務めていた。弟子に漫談家のユリオカ超特Qがいる[1]。
- 『仮面ライダー』の着ぐるみにも詳しい[8]。『大竹まこと ゴールデンラジオ!』の番組中で何度か過去の回想話があり「あの頃は大変だった。全国を廻ったりして、自分（＝大竹本人）は仮面ライダーの着ぐるみショーの中で怪人や悪役の声を演っていて、ライダーの着ぐるみには風間杜夫が入っていた」とコメントしている[出典無効]。
- 1985年4月より放送開始したバラエティ番組『夕やけニャンニャン』にレギュラー起用され、“常滑川まこと”名義で出演していた。シティボーイズでは本名を用いていたが、ソロ活動と分ける意図で使用された。現在のイメージとは異なり、“常滑川まこと”では、かなりの暴走キャラクターを芸風としていた。
- 俳優としての大竹について、映画『ゴジラvsモスラ』の監督を務めた大河原孝夫は「シリアスにもコミカルにも、やろうと思えば出来る引き出しの多いタイプであった」と評している[12]。
- 1988年頃から、メジャーデビュー前のX JAPAN（当時のバンド名は「X（エックス）」）のYOSHIKIらと交流を持ち、1991年と1992年に日本武道館で行われた、YOSHIKI主宰のインディーズレーベル「エクスタシーレコード」のイベント「EXTASY SUMMIT」に司会者として参加したことがある[13]。
- 家族構成は妻と1男1女[14]。長男の大竹涼太はASH&Dコーポレーションでマネージャーを務めており、テレビ東京『ゴッドタン』で人力舎在籍時に担当していた角田晃広（東京03）と共にバンド出演（角田バンド→大竹バンドwith角田）している[15][16]。また、近年のシティボーイズのライブやASH&Dライブの音楽も担当しているが、父であるまことは音痴[17]。

## エピソード
- 以前から大竹の事を「大嫌いだ」と発言していた丹波哲郎[注釈 1]とNHKで遭遇した際、大竹は自身に双子の弟のオサムがいることを利用して、「僕は双子の弟の方ですよ」と言って難を逃れたという。これが災いして、後に「NHKに大竹まことの弟がいる」「弟はNHKの大道具さん」などオサムの都市伝説が流布された[18]。
- 不遇の時代を送っていたことから、後に本職の料理人となった双子の弟のオサムと同じく料理が得意で、しばしばテレビ番組などで料理の腕前を披露し、野菜の千切りが得意である[9]。かつては料理を披露する時に、髪の毛が落ちないよう必ず水泳帽を被っていた[19]。
- 1988年に日本テレビの木曜スペシャル『タモリのいたずら大全集』に出演した際、山瀬まみに「何かお前、失恋したんだってな」と声を掛けたことから、本番中に取っ組み合いの大喧嘩に発展する。山瀬を舞台上で押し倒した後引きずり回し、衣装の上着を破って泣かせた。この取っ組み合いによって大竹の付けていたピンマイクが壊れたことを、山瀬に「マイク壊してんじゃねーよバ〜カ!」と突っ込みをされたことで更に逆上し「壊すってのはなぁ、こういうのを言うんだよ!」と言い放ち、番組セットを破壊した。この件により大竹は日本テレビから20年間（本人は17年間と語っている）の出入禁止となった。後に「（山瀬が）泣いたのが許せなくてやった」と話している[20]。その山瀬とは、彼女の事務所の意向により長年共演が無かったが、2008年10月24日放送のTBS『ドリーム・プレス社』[21]、2009年4月10日放送のTBS『ぴったんこカン・カンスペシャル』にて共演[22]、以降も他番組にこのエピソードを披露するために出演している。
- 司会進行を務めていたフジテレビ『夕やけニャンニャン』で、当時おニャン子クラブメンバーであった生稲晃子の頭を鷲掴みにして、股間に押しつけたことがある[8]。
- 1996年8月8日、杉並区高井戸東の路上で大竹が運転する乗用車と信号を無視したオートバイが衝突し、バイクを運転していた男性が死亡した。
- 2018年1月30日に長女が大麻取締法違反で逮捕され[23]、親として「監督不行き届き」であったとして、2月1日に『大竹まこと ゴールデンラジオ』の番組前の会見と番組内で謝罪した[24][25]。
- 大竹の後輩ダウンタウンの松本人志は著書『遺書』の中で、数少ない認められる人物「お笑い界のいい男4人」として島田紳助・志村けん・浜田雅功と共に大竹の名前を挙げている。「何をしでかすか分からない、いや、しでかした後のような危険さがあります」と評している。
- 東国原英夫は早稲田大学第二文学部社会人入試時に推薦文を書いてもらうなど、謹慎になった時に多大なる世話になったと語っている。今でも大竹を慕っており「兄さん」と呼んでいる[26]。
- 北斗晶は、大竹のことを「日本のリチャード・ギア」と称する[27]。
- 2018年7月23日、腰椎分離症のため8月5日まで東京都内の病院に入院し、治療に専念することを発表した[28]。

## 賞歴
- 2019年 - みうらじゅん賞。
- 2022年 - グッドエイジャー賞[29]。

## 出演

### テレビ

#### バラエティ
- ザ・チャンス!（1979年4月10日 - 1986年10月2日、TBS） - 天の声（ナレーション）
- おもしろプレヌーン（1984年4月 - 9月、テレビ東京） [注釈 2]
- ときめきタイムリー（読売テレビ）
- 夕やけニャンニャン（1986年3月 - 1987年8月、フジテレビ） [注釈 2]
- 5時SATマガジン（1987年 - 1993年、中京テレビ）
- パオパオチャンネル（1987年 - 1989年、テレビ朝日）
- JOCX-TV2 『テレビ水族館』（1987年11月12日、フジテレビ）
- 大竹まことのただいま!PCランド（1989年 - 1992年、テレビ東京）
- カッ飛び!花マル塾（1990年、テレビ朝日） - 不定期出演。
- 上岡龍太郎にはダマされないぞ!（1990年 - 1996年）
- たかじんnoばぁ～（読売テレビ）
- DAISUKI! （日本テレビ） - 不定期出演。
- 大顔面TV（テレビ大阪）
- 何だ?こりゃ（1992年 - 1993年、フジテレビ）
- ダウンタウンのガキの使いやあらへんで!! （日本テレビ） - オープニング企画「芸能人お前そうちゃうんかグランプリ」（第2回 - 第11回）にゲスト出演。
- キスした?SMAP （1993年 - 1996年、朝日放送）
- 大阪ほんわかテレビ（1993年 - 2007年、読売テレビ）
- 痛快!エブリデイ（関西テレビ）
- ザッツ!上岡龍太郎vs50人 → 上岡龍太郎がズバリ! （1993年 - 1996年、TBS）
- 有名人の皆様ゴメンなさい…ビートたけしの超国民的バラエティ噂のあの人この事件 そこまでバラすか! ウワサの真相 年内決着スペシャル（1993年、テレビ朝日）
- ロバの耳そうじ（1994年 - 1996年、日本テレビ）
- BLT （1995年 - 1996年、読売テレビ）
- ビートたけしのTVタックル（1998年 - 、テレビ朝日）
- ジャングルTV 〜タモリの法則〜（1998年、毎日放送、ゲスト出演）
- どっちの料理ショー（1999年 - 2004年、読売テレビ）
- 高田・大竹・渡辺のオヤジ三人旅（2001年 - 2009年、中京テレビ）
- あんたにグラッツェ! → あんグラ★NOW! （2001年 - 2004年、中京テレビ）
- M-1グランプリ（2001年 - 2010年、朝日放送） - 2002年度大会から2008年度大会まで決勝戦審査員の1人として出演。
- タモリのグッジョブ!胸張ってこの仕事（2002年、毎日放送） - ゲスト出演。
- 情報満載 ひるまで!すっぴん!（2003年 - 2004年、読売テレビ）
- ドリーム・プレス社（2006年 - 2009年、TBS）
- ネクストスペシャル 小池栄子の世界トンガリTV （2008年12月22日、NHK総合テレビ）
- ぴったんこカン・カン（2009年 - 番組終了、TBS）
- SUPER SURPRISE （2009年 - 2010年、読売テレビ） - 木曜「怒っとOSAKA」→「怒っとJAPAN」→ 水曜「なるほドットJAPAN」司会。
- 大竹まことの金曜オトナイト （2013年4月 - 2015年3月、BSジャパン）
- チコちゃんに叱られる!（2017年 - 、NHK総合テレビ） - 殿堂入り。チコちゃんには「シティボーイズ」と呼ばれている。

#### テレビドラマ
- 夜明けの刑事 （TBS / 大映テレビ）
  - 第81話「横須賀ストーリー殺人事件」（1976年8月11日）
  - 第95話「フランケンシュタインの怒り」（1976年12月1日）
  - 第111話「歌手になりたかったのに!!」（1977年3月23日）※最終回
- 特捜最前線（テレビ朝日・東映）
  - 第24話「金沢・さすらいの女ひとり」（1977年） - ガリ 役
  - 第37話「犯罪都市・25時の慕情」（1977年）
  - 第113話「若者狩り・恐怖のラブレター!」（1979年）
- 華麗なる刑事（1977年、フジテレビ / 東宝）
- 八甲田山（1978年、TBS） - 弘前第31連隊・倉持見習士官 役
- 夏・体験物語（1985年、TBS） - 中田 清（ハンバーガーショップの店長）役
- 妻たちの危険な関係（1986年、日本テレビ） - 岩下修平 役
- 一休さん・喝! （1986年、テレビ東京）
- 四捨五入殺人事件（1987年、NHK銀河テレビ小説） - 岡田 役
- 火曜サスペンス劇場『切り裂き魔』（1987年、日本テレビ）
- 教師びんびん物語（1987年、フジテレビ / 東宝） - 江崎次郎 役
- 明日はアタシの風が吹く（1989年、日本テレビ）
- あの夏に抱かれたい（1989年、日本テレビ） - 小峰 役
- 花も実もある（1990年、NHK） - 大吉 役
- 土曜ドラマ（NHK)
  - 新十津川物語（1991年） - 平作 役
- ジュニア・愛の関係（1992年、フジテレビ） - 吉田勇衆院議員 役
- 泣きたい夜もある（1993年、毎日放送）
- 龍-RON- （1995年、NHK-BS2） - 押小路卓磨 役
- 天使が消えた街（2000年、日本テレビ） - 安原信輔 役
- ナースのお仕事3 第2話「指導係失格!いずみVSまどか大乱闘!」（2000年、フジテレビ） - 徳川正一 役
- どんまい! （2005年、NHK） - 真壁隆 役
- TRICK新作スペシャル2 （2010年、テレビ朝日） - マジックショーの支配人 役
- ウレロ☆未確認少女 最終話「ウレロ☆未確認少女」（2011年、テレビ東京） - 王賀龍一 役
- 湯けむりスナイパーお正月スペシャル 2012 （2012年1月、テレビ東京） - 男役
- はつ恋（2012年、NHK） - 中山貞夫 役
- ウレロ☆未完成少女 第5話「昔のオフィスは未完成」（2012年、テレビ東京） - 王賀龍一 役
- MONSTERS （2012年、TBS） - 剣持亘 役
- 勇者ヨシヒコと悪霊の鍵（2012年、テレビ東京） - シンポジオン 役
- 牙狼-GARO- 〜闇を照らす者〜（2013年、テレビ東京） - ゼドム 役
- 全力離婚相談 第4話（2015年、NHKドラマ10） - 河野淳一郎 役
- 経世済民の男 第三部『鬼と呼ばれた男〜松永安左エ門』（2015年、NHK名古屋放送局） - 東条英機 役

### 映画
- 八甲田山（1977年、東宝） - 雪中行軍隊・橇隊の兵卒 役
- 聖職の碑（1978年、東宝） - 山小屋を燃やしてしまう三人の男のうちの一人（ノンクレジット）
- 喜談 南海燮化玉（1978年） - 主演・鉄平 役
- 愛染恭子の未亡人下宿（1984年、にっかつ） - 肉屋 役
- さらば愛しき人よ（1987年、松竹） - ラジオのゲスト 役
- マリアの胃袋（1990年、アルゴプロジェクト） - 安井喜一郎 役
- スキ!（1990年、東宝） - 占い師 役
- シンデレラ・エクスプレス（1990年、キネマスターフィルム） - 松井大輔 役
- 香港パラダイス（1990年、東宝） - 平田 役
- ボクが病気になった理由（1990年、アルゴ・プロジェクト） - 田辺正太郎 役
- さらば愛しのやくざ（1990年、東映） - 坂田明二 役
- 継承盃（1992年、東映）
- エンジェル 僕の歌は君の歌（1992年、東宝） - 大竹まこと（本人）役
- ゴジラvsモスラ（1992年、東宝） - 友兼剛史 役[3]
- 居酒屋ゆうれい（1994年、東宝） - 骨董屋主人 役
- クレイジー・コップ 捜査はせん!（1995年、タキコーポレーション） - 久方のぼる 役
- 北京原人 Who are you? （1997年、東映） - 内閣情報室長 役
- BROTHER （2001年、オフィス北野／松竹） - 警察官僚 役
- Stereo Future SF episode 2002 （2001年、東北新社） - ビデオ編集者の和田 役
- Last Dance ラストダンス-離婚式- （2001年、東映） - 大沢和也 役
- 恋の門（2004年、アスミック・エース） - 門の父 役
- アキレスと亀（2008年、東京テアトル / オフィス北野） - 屋台のオヤジ 役
- ふきげんな過去（2016年、東京テアトル） - 蓮月庵の店主 役（写真出演）[30]
- ヒメアノ〜ル（2016年、日活） - 清掃会社の社長 役
- 家族の日 （2016年、花三） - 宮島 貞一 役
- 首（2023年、KADOKAWA） - 間宮無聊 役[31]

### 舞台
- シカゴ（1983年10月28日 - 12月18日、シアターアプル、主演：植木等）[注釈 3]

### オリジナルビデオ
- スネークマンショー 楽しいテレビ（1984年、ワンダーキッズ）※西部警察パロディ編の刑事役として出演。
- いつか帰ろう（1990年、ジェイ・ブイ・ディー）

### ラジオ
- 大竹まこと 金曜日のたまごたち（1986年10月 - 1987年3月、ニッポン放送）[4] - プロ野球オフシーズンの番組だが、番組内のコーナーで募集したオリジナルのパン「金曜日のたまごパン」を木村屋總本店とのタイアップで発売した。略称はおおきんたま[32]。
- ピンチヒッター 大竹まことのオールナイトニッポン（1987年3月 - 6月、ニッポン放送） - ビートたけしがフライデー襲撃事件により謹慎している間、『ビートたけしのオールナイトニッポン』の代理パーソナリティを務めた。当初はピートこけしと名乗っていた。
- ABCラジオパラダイス（1990年10月 - 1991年9月、ABCラジオ、月曜日パーソナリティ）
- ABCミュージックパラダイス（1991年10月 - 12月、ABCラジオ、金曜日パーソナリティ）
- MBSヤングタウン（1991年10月 - 1992年9月、MBSラジオ、木曜日パーソナリティ）
- 文化放送開局40周年記念 ステレオ ドラマ ガイア・ギア（1992年4月 - 10月、文化放送、ナレーション）
- 大竹まこと 少年ラジオ（2004年10月 - 2007年3月、文化放送）
- 大竹まこと ゴールデンラジオ! （2007年5月 - 、文化放送）
- ラジオ深夜便 （2023年5月15日、NHKラジオ第1・NHK-FM）「師匠を語る」[注釈 4]

### ゲーム
- 天外魔境 ZIRIA （1989年、ハドソン / レッドカンパニー、PCエンジン） - 声優として出演。土佐の坊さん役。

### CM
- NEC HE PCエンジン関連
- プリマハム フライドチキン、チキンナゲット - 黄色い鶏の着ぐるみを身にまとった、「チキンマン」というキャラクターに扮していた。
- KDD（現：KDDI） 国際オペレータ通話（1985年）
- カルビーポテトチップス（1986年）
- カンタス航空
- 大和証券 ワリコー（1983年）

## ディスコグラフィ

### シングル
| #                                 | 発売日                            | タイトル                          | 収録曲                                                                                         | 規格                              | 規格品番                          |
| キャニオン・レコード / T・E・N・T | キャニオン・レコード / T・E・N・T | キャニオン・レコード / T・E・N・T | キャニオン・レコード / T・E・N・T                                                              | キャニオン・レコード / T・E・N・T | キャニオン・レコード / T・E・N・T |
| --------------------------------- | --------------------------------- | --------------------------------- | ---------------------------------------------------------------------------------------------- | --------------------------------- | --------------------------------- |
| 1st                               | 1987年5月21日                     | 俺の背中に火をつけろ!!            | 1. 俺の背中に火をつけろ!! 2. - 恋のマラカニアン - (歌:いとうせいこう&ミス・ナオミ・ピンボーダ) | EP                                | 7A-0731                           |
| テイチク / BAIDIS                 |                                   |                                   |                                                                                                |                                   |                                   |
| 2nd                               | 1988年6月21日                     | スピノザ                          | 1. そして私は孤高に立つ 2. パラダイス・フォー・トゥー 3. スピノザ                              | 12inch                            | 12BA-17                           |
| 2nd                               | 1988年6月21日                     | スピノザ                          | 1. そして私は孤高に立つ 2. パラダイス・フォー・トゥー 3. スピノザ                              | 8cmCD                             | 15CH-17                           |

### アルバム

#### オリジナル・アルバム
| #                               | 発売日                          | タイトル                        | 規格                            | 規格品番                        |
| ポリドール・レコード / BROADWAY | ポリドール・レコード / BROADWAY | ポリドール・レコード / BROADWAY | ポリドール・レコード / BROADWAY | ポリドール・レコード / BROADWAY |
| ------------------------------- | ------------------------------- | ------------------------------- | ------------------------------- | ------------------------------- |
| 1st                             | 1987年6月25日                   | 大竹まことの文藝春秋            | LP                              | 28MB-0005                       |
| 1st                             | 1987年6月25日                   | 大竹まことの文藝春秋            | CT                              | 28CB-0005                       |
| 1st                             | 1987年6月25日                   | 大竹まことの文藝春秋            | CD                              | H33B-20005                      |

### タイアップ
| 曲名                   | タイアップ                                                     | 収録作品                           |
| ---------------------- | -------------------------------------------------------------- | ---------------------------------- |
| 俺の背中に火をつけろ!! | 中京テレビ『5時SATマガジン』エンディング・テーマ               | シングル「俺の背中に火をつけろ!!」 |
| 俺の背中に火をつけろ!! | フジテレビ系月曜ドラマランド『忍者無芸帖』エンディング・テーマ | シングル「俺の背中に火をつけろ!!」 |

## 著書
- 両方反対（1994年5月、双葉社、ISBN 4-575-28328-2）
- こんな料理で男はまいる。（2001年5月、角川書店、ISBN 4-04-853374-6）
- こんな料理で女もまいる。（2002年4月、角川書店、ISBN 4-04-853516-1）
- 結論、思い出だけを抱いて死ぬのだ（2004年3月、角川書店、ISBN 4-04-883869-5）
- 俺たちはどう生きるか（2019年7月、集英社、ISBN 978-4087210842）